# Bible de Maurdramne
La Bible de Maurdramne a été commandée entre 772 et 781 par l'abbé de Corbie Maurdramne et réalisée dans le scriptorium de l'abbaye Saint-Pierre de Corbie. C'est dans ce manuscrit qu'apparut pour la première fois la minuscule caroline. Elle est conservée à la bibliothèque Louis-Aragon d'Amiens.

## Contexte historique
L’abbaye de Corbie disposait depuis le milieu du VIIIe siècle de l’un des plus importants scriptoriums monastiques du royaume franc. Plus de huit cents manuscrits copiés dans cette abbaye nous sont parvenus. 
Le premier type d'écriture, dit « e-n-a », est encore une écriture mérovingienne, le second, pratiqué entre 751 et 768, présente une forme de précaroline. La célèbre écriture « ab » figure dans trente-cinq manuscrits. Cette écriture rappelle l'écriture de chancellerie mérovingienne employée depuis la fin du VIIIe siècle jusque dans les années 820.
C'est également à cette époque que le scriptorium de Corbie joue un rôle ide premier plan dans la naissance et la diffusion de nouvelles pratiques d’écriture, comme l'utilisation du point d’interrogation, qui apparaît simultanément dans plusieurs ateliers monastiques. 
Sous l’abbatiat de Maurdramne (772-781), une écriture minuscule caroline aux traits parfois archaïques, qui se caractérise par une volonté de clarté, apparut pour la première fois dans la Bible de Maurdramne. Elle fut introduite à Aix-la-Chapelle par Adalhard, abbé de Corbie (780-826), successeur de  Maurdramne et cousin de Charlemagne.

## Caractéristiques
L'ouvrage se composait probablement de 12 ou 13 volumes, dont 5 volumes sont conservés à Amiens à la bibliothèque Louis-Aragon sous les cotes : Ms 6, Ms 7, Ms 9, Ms 11, Ms 12. Une partie d'un sixième volume est conservé à la BnF sous la cote : Lat. 13 174. Ce manuscrit a été écrit dans la première minuscule carolingienne datable.
Sous la direction de l'abbé Maurdramne fut rédigée cette Bible dite « Bible de Maurdramne » dont la particularité est d'avoir été composée de sept écritures différentes dont la minuscule caroline qui s'imposa après lui dans tout l'Occident. Ce travail constitue une étape importante dans les perfectionnements de la production de manuscrits à l'époque carolingienne.
Cette Bible pourrait être à l'origine du texte d'Alcuin, le conseiller de Charlemagne auteur de la « Bible corrigée » préparée à la demande de l'empereur et éditée lors du concile de Mayence de 813.
L'écriture caroline a été élaborée  à partir de la demi-onciale. L'écriture de cette Bible débute avec des caractères de grande taille (pour le Pentateuque) dont la taille diminue au fur et à mesure de la rédaction. Le colophon mentionnant Maurdramnus se trouvant à la fin du Livre des Maccabées, il est vraisemblable que l'ouvrage ne se composait que de l'Ancien Testament.

## Pour approfondir